# فرنده
فرنده (به عربی: فرندة) یک شهرداری در الجزایر است که در ناحیه فرنده واقع شده‌است. فرنده ۵۴٬۱۶۲ نفر جمعیت دارد.